# Rona de Sus
Rona de Sus é uma comuna romena localizada no distrito de Maramureș, na região histórica da Transilvânia. A comuna possui uma área de  km² e sua população era de 4640 habitantes segundo o censo de 2007.